# Pioneer CT-W208R
Il Pioneer CT-W208R è l'unico riproduttore/registratore di musicassette prodotto dalla Pioneer Corporation ancora in catalogo.

## Caratteristiche

### Generali
Il CT-W208 è un registratore di cassette dotato di doppia piastra; la piastra di sinistra consente la sola riproduzione e la piastra di destra consente sia la registrazione e la riproduzione.

### Riproduzione
Il registratore è dotato dell'autoreverse, ovvero una funzionalità che al finire del lato passa automaticamente al lato opposto. Inoltre sul registratore è presente un selettore che consente:
- La riproduzione su una facciata
- La riproduzione tramite autoreverse su una cassetta, alla fine del lato opposto la riproduzione termina
- La riproduzione ripetuta tramite autoreverse di una cassetta

Il registratore è dotato anche della funzione "MS", ovvero una funzione che consente di passare automaticamente alla canzone successiva o precedente mediante la ricerca degli spazi vuoti.

### Registrazione
La sorgente da cui avviene la registrazione è quella che è attualmente selezionata sull'amplificatore. Il registratore dispone di una funzione, la "Recording Mute", che consente di creare spazi vuoti di 4,5 secondi nella cassetta.
Il registratore consente la duplicazione sincronizzata della cassetta nella piastra di sinistra: può avvenire a velocità normale o a velocità elevata e presenta la funzione per la riduzione del fruscio Dolby NR.

### Display
Il display è a LED e mostra nella parte superiore gli indicatori di riproduzione e della direzione in cui sta girando la cassetta, l'indicatore di duplicazione sincronizzata e l'indicatore di registrazione. Nella parte inferiore è presente un analizzatore di spettro.